# 크리스 와이츠

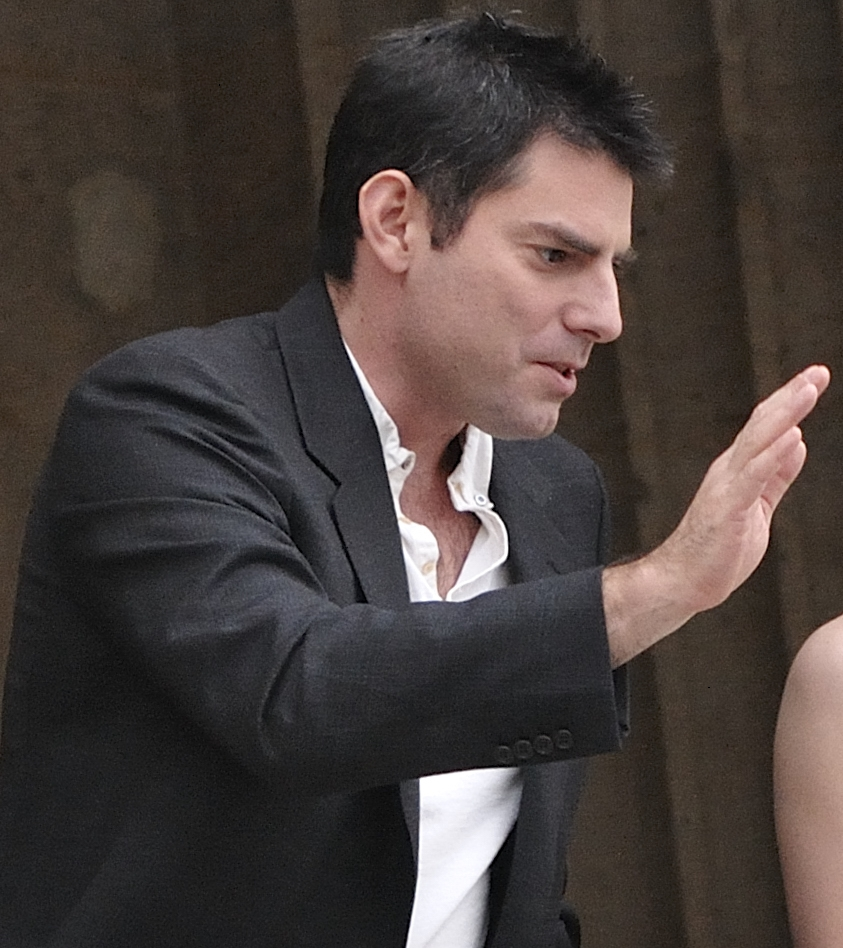
크리스 와이츠

크리스 와이츠(Chris Weitz, 1969년 11월 30일 ~ )는 미국의 영화 제작자, 영화 감독, 극작가이며 형은 폴 와이츠이다.

## 작품 목록
- 미스터 & 미세스 스미스 - 마틴 콜먼 역
- 로그 원: 스타워즈 스토리(각본)
- 해프닝 오브 모뉴멘탈 프로모션(제작)
- 우리 사이의 거대한 산(각본)
- 오퍼레이션 피날레(감독)
- 페어웰(제작)

## 같이 보기
- 폴 와이츠
- 수전 코너
- 루피타 토바르